# Seri Ozaki
Seri Ozaki (født 2002) er en japansk kvindelig fægter, der specialiserer sig i sabel.
Hun repræsenterede Japan ved sommer-OL 2024 i Paris, hvor hun vandt bronze i holdkonkurrencen.